# Разумков, Дмитрий Александрович
Дмитрий Александрович Разумков (укр. Дмитро Олександрович Разумков; род. 8 октября 1983, Берди́чев, Житомирская область, Украинская ССР, СССР) — украинский государственный и политический деятель. Бывший политический технолог (консультант).
Председатель Верховной Рады Украины (29 августа 2019 — 7 октября 2021). При избрании председателем парламента получил наибольшее за время существования Верховной Рады Украины поддержку народных депутатов: за его кандидатуру проголосовало 382 парламентария. Народный депутат Украины ІХ созыва. Член Совета национальной безопасности и обороны Украины (6 сентября 2019 — 14 октября 2021). Лидер политической партии «Слуга народа» (27 мая — 10 ноября 2019).

## Биография

### Ранние годы
Родился 8 октября 1983 года в Бердичеве. С 1990 по 1998 год учился в Бердичевской общеобразовательной школе № 3. В 14-летнем возрасте переехал в Киев, где с 1998 по 2001 год учился в Киевском лицее № 38 имени Валерия Молчанова.
Когда Дмитрию было 16 лет, в 1999 году, умер его отец — Александр Разумков, политический консультант и помощник Президента Л. Кучмы. Мать Разумкова — актриса Наталья Кудря.

### Образование
В 2007 году окончил Институт международных отношений Киевского национального университета имени Тараса Шевченко по специальности «международные экономические отношения». В 2011 году заочно окончил Национальный университет государственной налоговой службы Украины по специальности «право».
По словам самого Разумкова, владеет украинским, русским и, немного хуже, английским языками.

### Карьера
С 2006 по 2010 год работал в Партии Регионов. Помощник депутата от Партии регионов пятого созыва Валерии Матюхи. В апреле 2019 года перед Президентскими выборами, объяснил, что не поддерживал политику Виктора Ющенко, и потому работал в Партии Регионов, но как только в 2010 году Виктор Янукович стал Президентом, покинул партию.
В июле 2007 года начал работать в Министерстве регионального развития и строительства Украины в Департаменте по обеспечению деятельности министра и Коллегии Министерства регионального развития и строительства Украины.
С 2013 по 2014 год — советник главы Кировоградской областной государственной администрации.
С 2015 по 2019 год — директор и управляющий партнёр консалтинговой компании Ukrainian Politconsulting Group.

### Политическая деятельность в партии «Слуга Народа»
9 октября 2018 года был приглашён в команду кандидата в Президента Украины Владимира Зеленского как политический технолог. На период 2019 года во время Президентской кампании — главный советник по политическим вопросам и председатель штаба кандидата в президенты Украины Владимира Зеленского.
С мая 2019 года стал главой политической партии «Слуга народа».
На внеочередных парламентских выборах 2019 года был избран народным депутатом Украины от партии «Слуга Народа» под № 1.
29 августа 2019 года стал 14-м председателем Верховной Рады Украины, получив рекордный уровень поддержки — 382 голоса.
В декабре 2019 года попал в рейтинг «100 самых влиятельных украинцев» по версии журнала «Фокус», заняв 7-е место.
Член Национального инвестиционного совета (с 24 декабря 2019).
7 декабря 2020 года был включён в список украинских физических лиц, против которых российским правительством введены санкции.
7 октября 2021 года Верховная Рада Украины отправила Разумкова в отставку. За это решение проголосовало 284 парламентария, из них: «Слуга народа» — 215, «Батькивщина» — 20, «За будущее» — 19, «Голос» — 6, «Доверие» — 18, внефракционные — 6. Многие СМИ, общественные и политические деятели, а также сам Разумков после голосования акцентировали внимание на том, что провластная Слуга Народа, имеющая большинство голосов в парламенте, не смогла сама отправить председателя в отставку и не собрала необходимые 226 голосов самостоятельно.
По словам самого Дмитрия Разумкова, заместителя председателя парламента Елены Кондратюк, других парламентариев и некоторых СМИ, отставка Разумкова противоречила законодательству о Регламенте Верховной Рады Украины. Также критически к решению власти отправить председателя в отставку с нарушением процедур высказались разные международные организации и политики. В Twitter Мелинда Харинг, замдиректора Atlantic Council — американский аналитический центр, написала, что отставка председателя приведёт к большей консолидации власти президента Зеленского, ведь именно Дмитрий Разумков настаивал на том, чтобы парламент работал по регламенту и мог сказать президенту «Нет». Депутат Европарламента Виола фон Крамон-Таубадель также в твиттере высказалась в поддержку Разумкова с осуждением нарушения процедуры отставки председателя.
Причиной отставки её инициатор лидер партии Слуга народа Александр Корниенко назвал расхождение интересов председателя и партии. Преемником Разумкова стал первый заместитель председателя Верховной Рады Украины Руслан Стефанчук. После своей отставки Разумков на брифинге прокомментировал возможность своего выдвижения в президенты Украины: «Раньше говорили, что из главы Верховной Рады никогда не было президентов, сегодня мы этот предохранитель убрали».
19 октября Разумков заявил журналистам, что он все ещё формально входит в состав фракции «Слуга народа».

### Самостоятельная политическая деятельность
Позже, в октябре 2021 года, в интервью телеканалу «НАШ» Разумков заявил, что не будет присоединяться к другим политическим силам в Раде. 8 ноября 2021 года объявил о создании в Раде межфракционной депутатской группы «Разумная политика».
В начале февраля 2022 года был открыт первый и единственный офис «Команды Разумкова» от депутатской группы «Разумная политика» — в Харькове.
До вторжение России на Украину 24 февраля 2022 года у Разумкова за несколько месяцев резко вырос рейтинг. На январь 2022 года рейтинг Разумкова составлял 5,2 % (7-е место на пост кандидата в Президенты 2024), после вторжения, когда Владимир Зеленский занял активную позицию, сумев объединить значительную часть украинского общества и привлечь широкое международное внимание, в том числе крупную западную помощь, рейтинг действующего президента радикально изменил ситуацию других кандидатов, и рейтинг Разумкова снизился до 1,2 %.

## Критика
Долгое время публично говорил по-русски:
Пока я не занимаю государственных должностей, пока у нас продолжается российская агрессия, и пока у российского государства есть желание «защищать» русскоязычное население, во время эфиров я использую исключительно русский язык. Потому что считаю, что не надо приезжать на танках, приходить с пулеметами, автоматами и «зелеными человечками» и защищать меня как русскоязычное население.
Кроме этого, Разумков считает, что языковой вопрос вообще не актуален, пока в стране идёт война.
Однако, исполняя свои обязанности народного депутата и Председателя Верховной Рады Украины, в соответствии с законодательством Украины, говорит исключительно на украинском.
В начале февраля 2021 года Разумков не поддержал ни введение санкций против народного депутата Тараса Козака, ни закрытие его телеканалов NewsOne, ZIK и 112. Тогдашний спикер Верховной Рады заявил, что такое решение нарушает Конституцию Украины, где санкции могут быть применены только в случае наличия иностранного гражданства владельцев информационных медиа, когда Медведчук и Козак — граждане Украины, а также Разумков подчеркнул, что закон должен быть одним для всех СМИ.

## Семья
Отец — Александр Разумков, бывший первый помощник Президента Украины Леонида Кучмы. С 1997 по 1999 год был заместителем Секретаря Совета национальной безопасности и обороны Украины. После смерти старшего Разумкова, в 1999 году, его именем был назван центр политических и социологических исследований Центр Разумкова.
Мать — Наталья Кудря, актриса Национального академического театра русской драмы им. Леси Украинки, Народная артистка Украины.
Женат. Жена — Юлия Чайка, дочь бывшего городского головы Николаева Владимира Чайки, известного как «мэр-рекордсмен», пробывший на этом посту четыре срока. В браке родились двое детей — Александр и Алексей.